# Máriabesnyő (przystanek kolejowy)
Máriabesnyő (węg: Máriabesnyő megállóhely) – przystanek kolejowy w Gödöllő przy Gárdonyi Géza utca, na Węgrzech.

## Linie kolejowe
- Linia kolejowa 80a Budapest–Hatvan

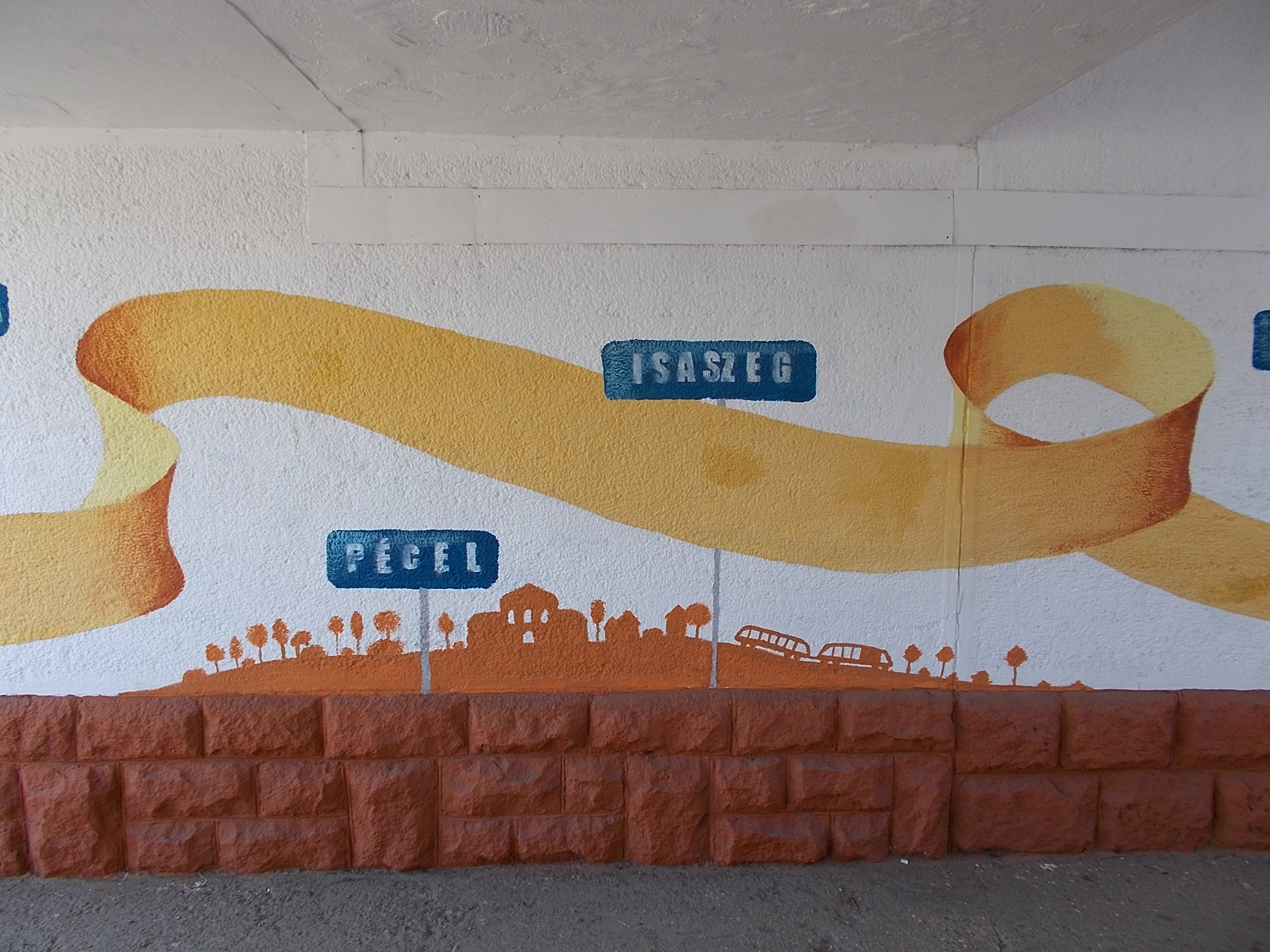
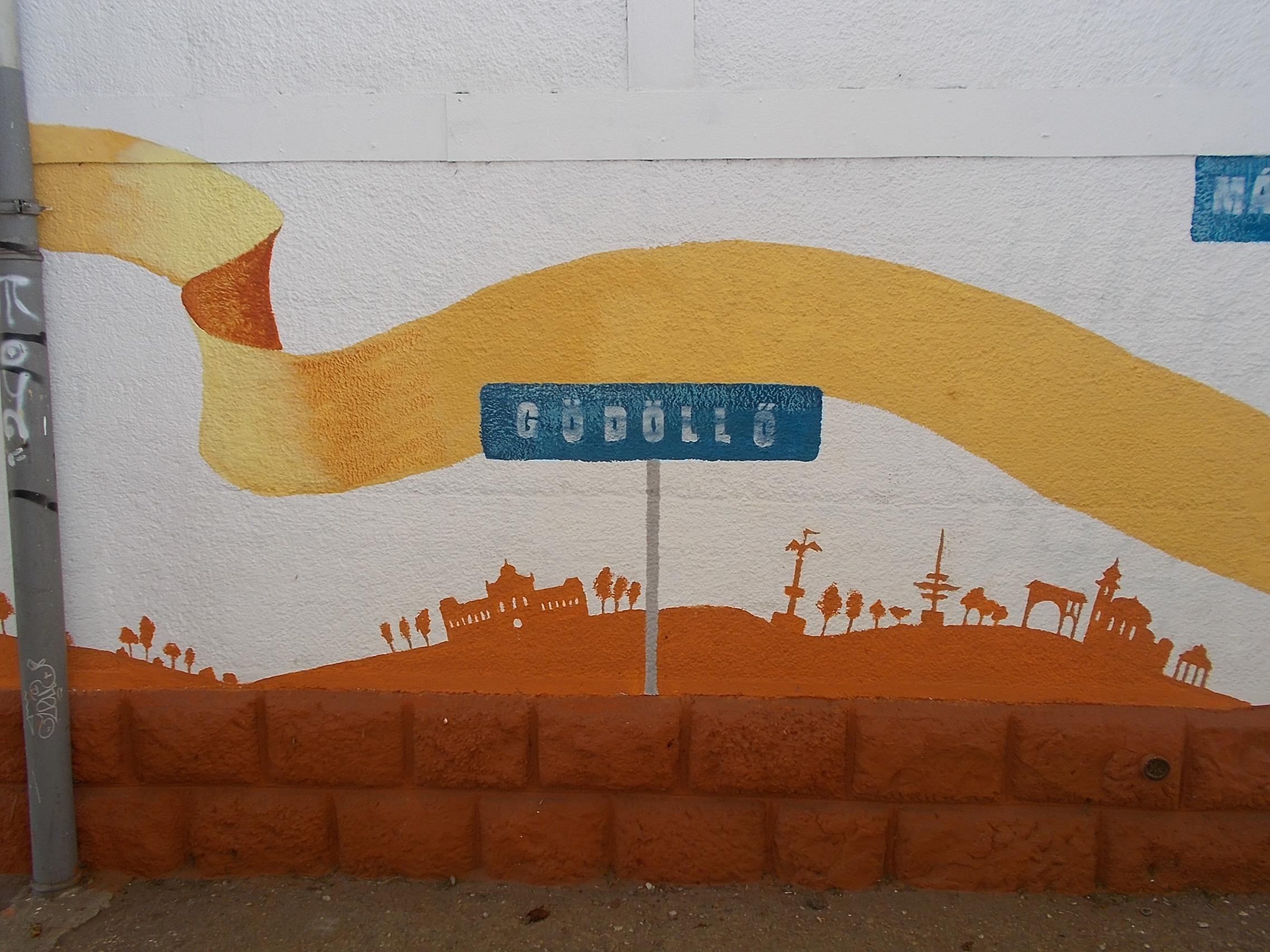
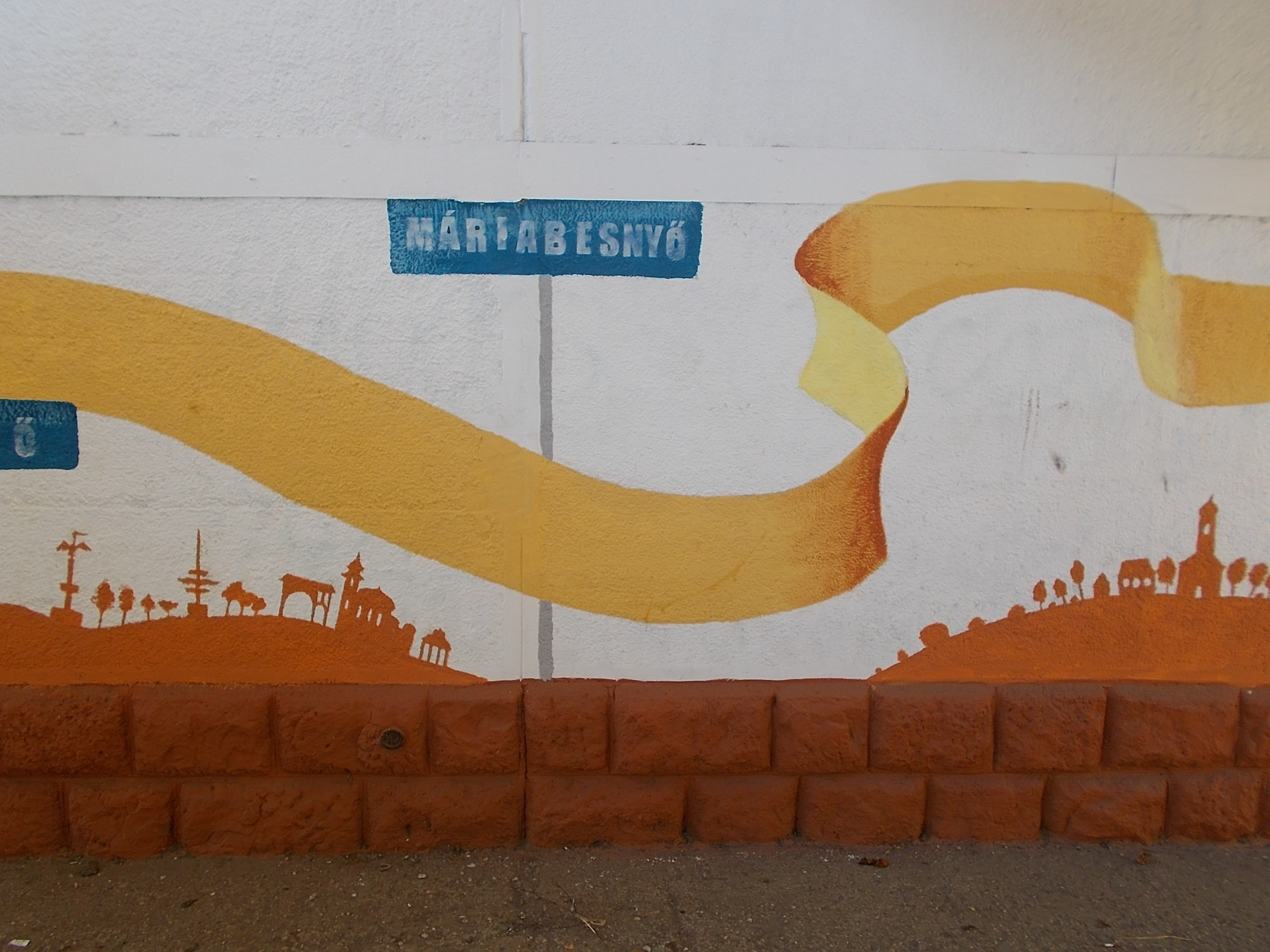
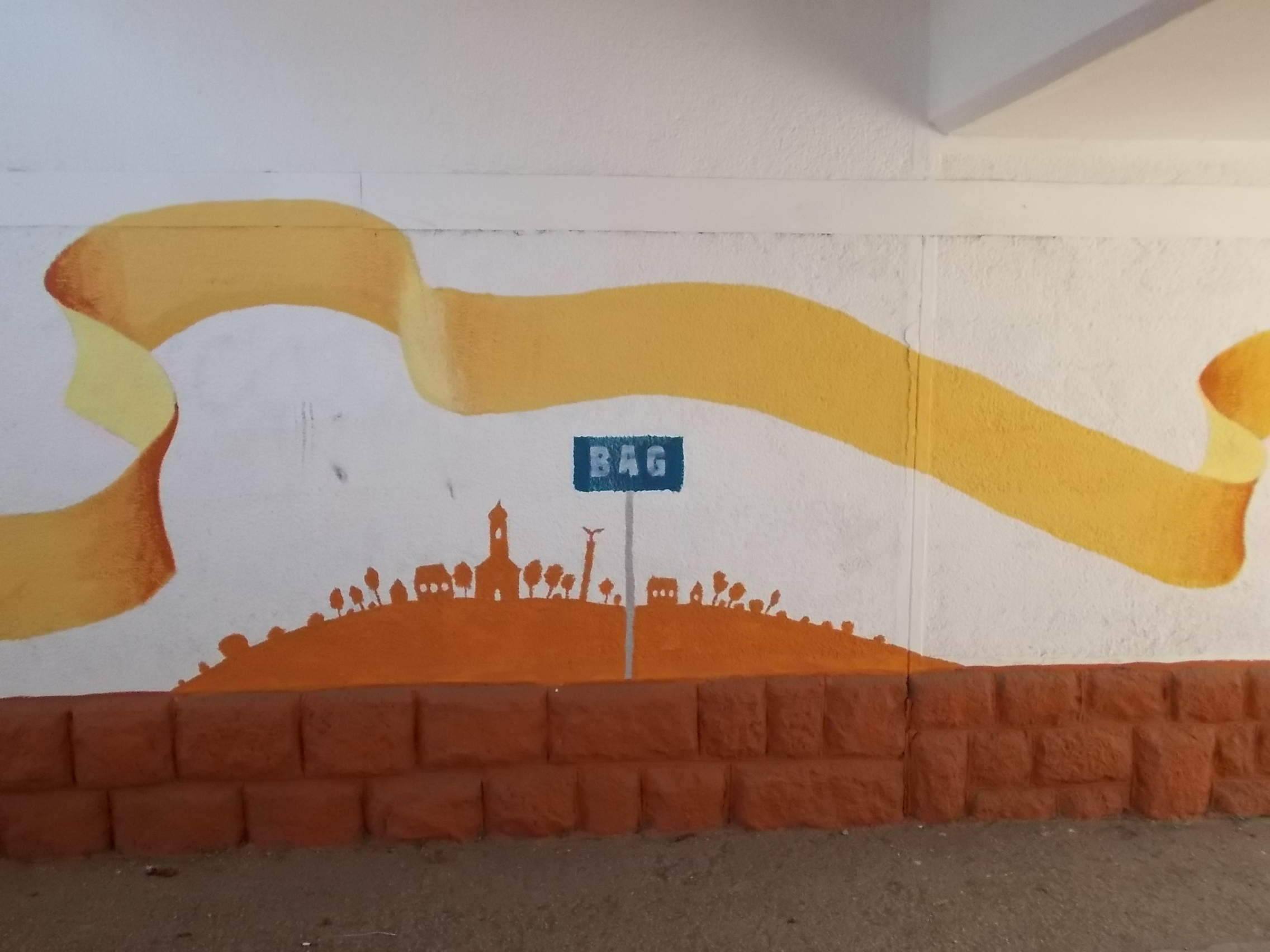
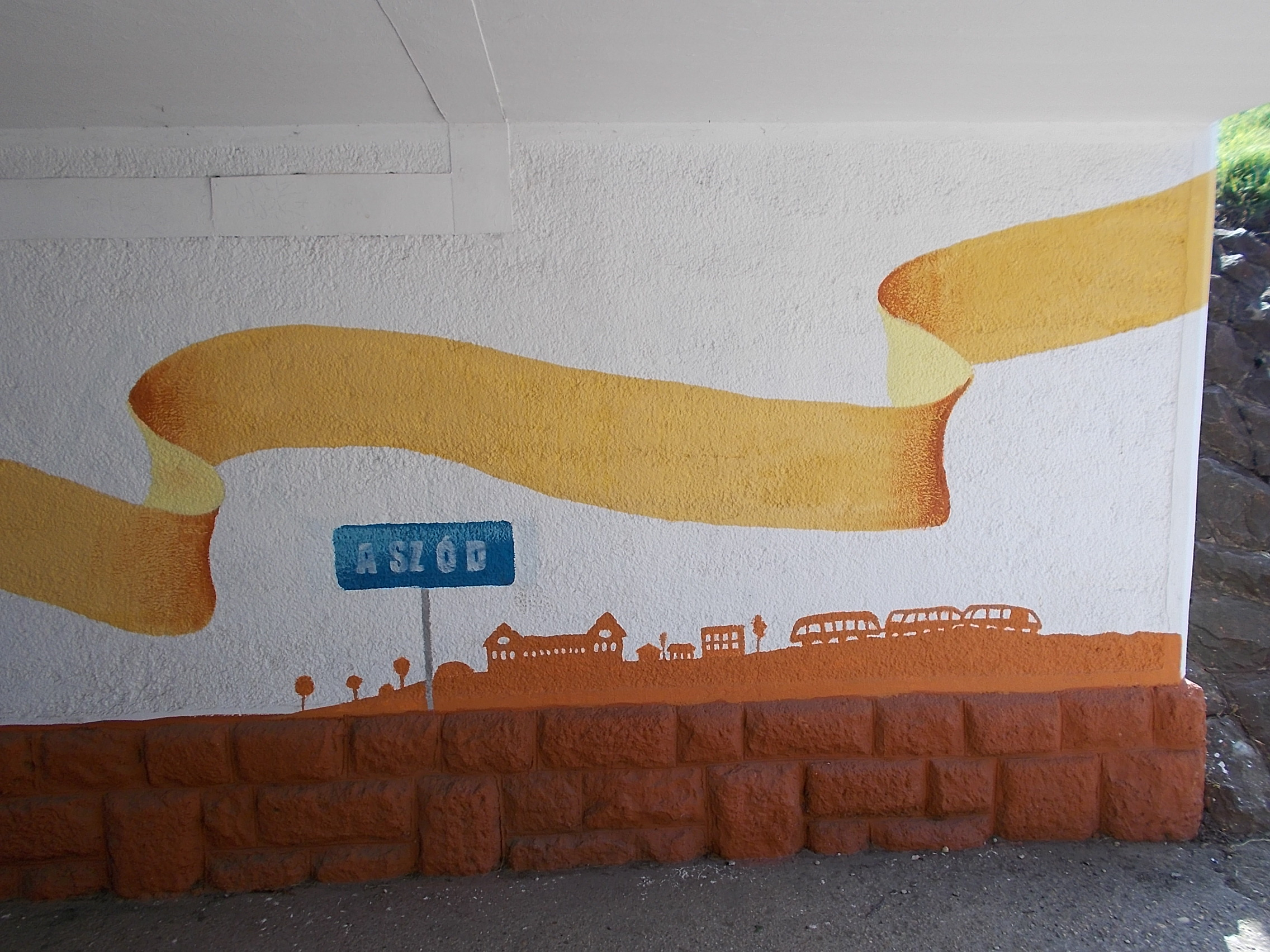

| Máriabesnyő                           |  |                          |
| Linia 80a Budapest–Hatvan (39,000 km) |  |                          |
| Gödöllőodległość: 3,000 km            |  | Bag odległość: 10,000 km |